# Гулиев, Заур Хикмет оглы
Заур Хикмет оглы Гулиев (азерб. Zaur Hikmət oğlu Quliyev) — азербайджанский военнослужащий, капитан 1-го ранга морской пехоты Военно-морских сил Азербайджанской Республики, командир воинского объединения во время Второй Карабахской войны, Герой Отечественной войны (2020).

## Биография
Заур Хикмет оглы Гулиев служит в морской пехоте ВМС Азербайджанской Республики в звании капитана 1-го ранга.
В ходе Второй Карабахско войны командир объединения Заур Гулиев отличился в ходе взятия под контроль города Губадлы и нескольких сёл Губадлинского района. 26 октября 2020 года президент Азербайджана Ильхам Алиев поздравил Заура Гулиева с «освобождением от оккупантов города Губадлы и нескольких сел Губадлинского района», пожелал ему новых успехов в боях за Родину, а также поручил ему передать его поздравления и благодарность всему личному составу.
10 декабря 2020 года в Баку прошёл торжественный Парад Победы по случаю победы Азербайджана во Второй Карабахской войне. На параде торжественным маршем прошёл также возглавляемый капитаном 1-го ранга Зауром Гулиевым парадный расчёт морских пехотинцев Военно-морских сил Азербайджанской Республики.

## Награды
9 декабря 2020 года распоряжением президента Азербайджана Ильхама Алиева капитану 1-го ранга Зауру Хикмет оглы Гулиеву «за особые заслуги в восстановлении территориальной целостности Азербайджанской Республики и образцы героизма, проявленные при выполнении боевого задания по уничтожению врага во время освобождения оккупированных территорий, а также за отвагу и мужество при выполнении обязанностей военной службы» было присвоено звание Герой Отечественной войны.
24 декабря 2020 года «за личную доблесть и отвагу, продемонстрированную при участии в боевых операциях за освобождение от оккупации Джебраильского района Азербайджанской Республики» был награждён медалью «За освобождение Джебраила», 25 декабря 2020 года медалями «За освобождение Физули» и медалью «За освобождение Ходжавенда».
29 декабря 2020 года был награждён медалью «За освобождение Губадлы».